# Lodní zdvihadlo Orlík
Lodní zdvihadlo Orlík, nebo také vodní lanovka Orlík, je unikátní lodní lanovka na Vltavě na říčním kilometru 144,65. Je součástí hráze vodní nádrže Orlík a nachází se v pravé části vedle přepadu. Leží na katastrálním území obce Milešov, od jehož centra je ve vzdálenosti 3,5 km severozápadně.

## Historie a popis funkce
Vodní lanovka byla vybudována spolu se stavbou hráze vodní nádrže a uvedena do provozu 22. prosince 1961, v roce 2012 pak proběhla její rekonstrukce.
Vozík lanové dráhy je uzpůsoben k zanoření do vody, kde na něj na obou stranách mohou veplout lodě, které jsou na něj přivázány. Při přesunu vyjede vozík s lodí z vody a lanovka překonává výškový rozdíl mimo vodu, tzn. "na sucho". Na konci pak vozík opět vjede do vody. Aby loď mohla bez problémů odplout, otáčí se vozík v horní části o 180°.
Od roku 2019 by měla probíhat výstavba paralelního vanového lodního výtahu pro lodě o maximální délce 44m, se kterým se počítalo od projektu hráze, ale kromě vybetonování samotné dráhy nebyl nikdy dokončen.

## Základní parametry
Lodní výtah překonává výšku téměř 70 m, v závislosti na aktuální výši hladiny v horní i dolní nádrži (Vodní nádrž Kamýk).
Lanová dráha je dlouhá 277 m, přičemž její nejvyšší místo je v horní části, kdy překonává korunu hráze.
Lanovkové řešení je unikátní jak v rámci Česka tak celé Evropy.

## Provoz lodního výtahu
Dle internetových stránek Ředitelství vodních cest ČR lze lodním výtahem na Orlíku přepravovat plavidla do šířky 3,00 m, délky 10 m a do výtlaku 6 t (+0,6 t posádka). Lodní výtah je v provozu od 1. května do 30. září od 08,00 do 18,00 hod. s poledni přestávkou od 11,00 do 12,00 hod. Každé úterý je lodní výtah mimo provoz. Přepravu lodním výtahem je třeba dopředu objednat.